# Robert Jenkinson, 2.º Conde de Liverpool
Robert Banks Jenkinson, 2º Conde de Liverpool, KG (7 de junho de 1770 – 4 de dezembro de 1828) foi um político britânico, que por mais tempo foi primeiro-ministro do Reino Unido (Robert Walpole foi o gabinete mais longo, mas antes da formação do Reino Unido) Enquanto foi primeiro-ministro, entre 1812 a 1827, Liverpool enfrentou como seu maior desafio manter a ordem, através de medidas ortodoxas, no período pós-Guerras Napoleônicas. Importantes eventos ocorreram durante este período, como o Congresso de Viena, as Corn Laws e o Massacre de Peterloo.
Quando Spencer Perceval foi assassinado em maio de 1812, lorde Liverpool o sucedeu como primeiro-ministro. O gabinete de Liverpool contou com muitos dos futuros grandes líderes do Reino Unido, como o visconde Castlereagh, George Canning, o Duque de Wellington, Robert Peel, e William Huskisson. Liverpool era considerado um político hábil, quando conseguiu conter a ala mais liberais e reacionárias do partido, tendo em vista a dificuldade encontrada por seus sucessores, Canning, Goedrich e Wellington.
Morreu aos 58 anos no dia 4 de dezembro de 1828, uma quinta-feira.